# Croton mutisianus
Espèce
Croton mutisianus est une espèce de plantes à fleurs du genre Croton et de la famille des Euphorbiaceae présente de la Colombie à l'Équateur.
Il a pour synonyme :
- Oxydectes mutisiana, (Kunth) Kuntze